# 骏鹰

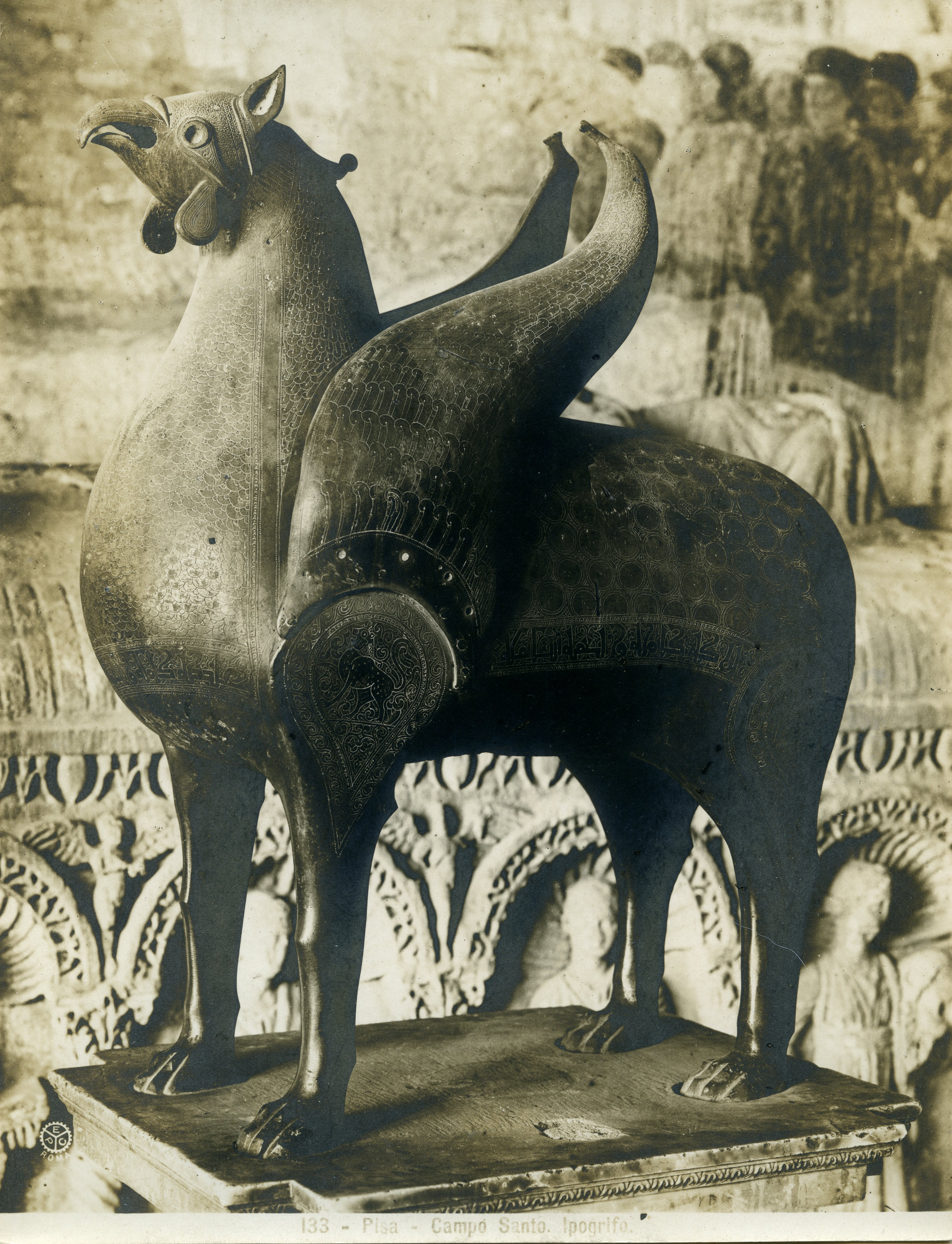
骏鹰

骏鹰（Hippogriff / Hippogryph），也叫鷹馬，是西方的神话生物。常有人把骏鹰和狮鹫混淆，其实骏鹰是狮鹫和母马杂交的后代。意大利中世纪诗人阿里奥斯托（Lodovico Ariosto）著有长篇传奇诗《疯狂的奥兰多》（Orlando Furioso），指狮或犬与鹏的混合。
骏鹰十分稀有，因为狮鹫向来鄙视马类，它们的结合绝不寻常。狮鹫与马的世仇由来已久。在古西徐亚地区（Scythia）的金饰图案中就有狮鹫攻击马的场景。有句話說：“匹配狮鹫与马，那么将来麋鹿和恶犬也能举杯共饮。”（mate Gryphons with mares, and in the coming age shy deer and hounds together come to drink）。所以骏鹰本身常作为奇迹或爱情的象征。

骏鹰

骏鹰善于飞行绝迹，万丈高空，倏忽往来。他们栖息于传说中的离风山（the Riphaean Mountains）上。弥尔顿在《复乐园》中写道：“话音未落他将其抓起/胁上虽无骏鹰双翼，却穿行辽空/飞越荒原平地。”（So saying he caught him up, and without wing / Of hippogrif, bore through the air sublime / Over the wilderness and o'er the plain.）可见古人视其为善于飞举的神物。再加上它又比狮鹫容易驯服，所以骏鹰常常充当不错的脚力。中世纪的传说中提及骏鹰不多，但只要出现，一般都是作为骑士或巫师的宠物。比如《疯狂的奥兰多》中，巫師亞特蘭特将自己的骏鹰赠与英雄魯傑羅，配上一副魔缰辔，就成了日行千里的座骑，《哈利波特》出現的巴嘴也是駿鷹的代表。

## 外部連結
- "Ariosto, Harry Potter and Hippogriffs: weaving textual webs" （页面存档备份，存于）

1. ↑  Great Books of the Western World(1952)